# 杜澤
杜澤，字子润，山东沂源县悦庄镇儒林集村人，明朝初期政治人物、明朝吏部尚書。
洪武二十五年，擔任詹事府丞。洪武二十九年，升任吏部尚書。